# 아가씨와 사관
"아가씨와 사관"은 1985년에 개봉한 대한민국의 영화이다.

## 캐스팅
- 이구순
- 김추련
- 원미경
- 강용석
- 이한수
- 이계인
- 임희숙
- 김진규
- 남궁원
- 문정숙
- 강민철
- 이서홍
- 길달호
- 최광명
- 이동수
- 나갑성
- 한국남
- 문미봉
- 전숙
- 이인옥
- 이현아
- 김성숙